# Gustav Adolph Brösel
Johann Gustav Adolph Brösel, auch Gustav Adolf Brösel (* 2. Oktober 1825 in Zittau; † 18. Dezember 1888 in Rennersdorf), war ein deutscher Lehrer, evangelisch-lutherischer Pfarrer und Autor.

## Leben und Wirken
Er stammte aus einer Zittauer Bürgerfamilie. Bereits sein Vater hatte das dortige Gymnasium besucht. Nach Schulbesuch und Ausbildung wurde Brösel 1850 Hilfslehrer, 1856 fünfter Unterlehrer und 1859 Oberlehrer an der Bürgerschule in seiner Heimatstadt Zittau. 1872 trat er nach den damals üblichen und erforderlichen zwölf Jahren im Schuldienst als Pfarrer in den Dienst der evangelisch-lutherischen Kirche des Königreichs Sachsen und wurde Pfarrer in Rennersdorf in der sächsischen Oberlausitz. Es handelte sich um eine gering dotierte Stelle.
1847 trat Brösel der Lausitzer Predigergesellschaft zu Leipzig bei. Er wurde Subsenior und zuletzt Senior der Gesellschaft.
Bekannt wurde Brösel durch einige Weihnachtslieder sowie theologische Traktate. Seine Schrift über die Sonntagsheiligung, um die er sich sehr verdient gemacht hatte, erhielt in Genf einen Preis.
Sein gleichnamiger Sohn Gustav Adolf Brösel wurde 1857 in Zittau geboren und war ab 1870 Oberprimaner in Zittau. Nach seinen zwölf Dienstjahren als Lehrer wurde er evangelisch-lutherischer Pfarrer in Dittersbach. Hier fand er einen qualvollen Tod, als er bei dem starken Wolkenbruch am 17. Mai 1887 sich und seine Familie aus dem in einer Senke gelegenen Pfarrhaus von Dittersbach retten wollte. Er hielt seinen kleinen Sohn in den Armen und beide wurde von den Wassermassen erfasst, in denen sie umkamen. Seinen Vater Gustav Adolph Brösel berührte der gleichzeitige Verlust von Sohn und Enkelsohn zutiefst.

## Schriften (Auswahl)
- Zehn Weihnachtslieder. Ein Weihnachtsgeschenk. Colditz, Jüterbog, 1851.
- Zur Sonntagsfrage. (Anonyme Flugschrift.) Löbau, 1866.
- Das Recht des Arbeiters auf den Sonntag. Buchhandlung des Vereinshauses, Leipzig, 1876.
- Gedaechtnissrede am Grabe der Ertrunkenen. 1880.
- Die Ueberschwemmung der Lausitz am 14. Juni 1880. 1880.